# Marcel Delépine
Stéphane Marcel Delépine (Saint-Martin-le-Gaillard, 19 settembre 1871 – 21 ottobre 1965) è stato un chimico e farmacologo francese.
Fu membro dell'Accademia delle Scienze al seggio di chimica nel 1930 e professore del Collège de France dove occupò il seggio di chimica organica dal 1930 al 1941.
Porta il suo nome una reazione organica tra alogenuri alchilici o benzilici e l'esametilentetrammina per produrre ammine primarie (reazione di Delepine).
Nel 1962 ricevette la medaglia d'oro del CNRS.

## Pubblicazioni
- Composés endothermiques et exothermiques, 1899
- Carbures métalliques, Paris, A. Joanin et cie, 1904
- Cours de chimie organique, Paris, Masson, 1906
- Titres et travaux scientifiques de Marcel Delépine, Paris, 1921
- Letters, Bern, Dibner, 1928-1947
- Traité de chimie organique. Tome I, Analyse organique, azéotropisme et distillation, états cristallin et état colloïdal, composé défini et corps pur, construction de l'édifice moléculaire, association des atomes chaînes ouvertes et chaînes fermées, groupements fonctionnels, représentation des édifices chimiques, isomérie, nomenclature, Paris, Masson et Cie, 1935
- Berthelot, Paris, Hermann & cie., 1937
- La synthèse totale en chimie organique ; mémoires de MM. Wöhler, Gerhardt, M. Berthelot, Le Bel, Van 't Hoff, Jungfleisch, Ladenburg, Pasteur, Paris, Gauthier-Villars, 1937
- Chimie organique. Formules de constitution, isomérie, isomérie optique, Paris, Hermann, 1937
- Centenaire de la naissance d'Armand Gautier, Paris, Masson, 1938
- Marcellin Berthelot, Alençon, Imp. Alençonnaise, 1940
- Un grand chimiste analyste : Louis Nicolas Vauquelin. Conférence faite au Palais de la Découverte le 28 décembre 1941, Paris, 1942
- Hommage rendu au Professeur Marcel Delépine par ses amis, ses collègues, ses élèves, à l'occasion de sa promotion au grade de Commandeur de la Légion d'Honneur, Paris, 1950
- Ernest Fourneau (1872-1949). Sa vie et son œuvre, extrait du Bull. Soc. Chim. Fr., Paris, Masson et Cie, 1951
- Initiation à l'étude chimique des corps gras : conférences organisées et publ. avec le concours de l'I.R.H.O., Paris : Société d'édition d'enseignement supérieur, 1963
- Mécanismes électroniques en chimie organique, Paris, Gauthier-Villars, 1965